# Ганс-Дітер Франк
Ганс-Дітер Франк (нім. Hans-Dieter Frank; 8 липня 1919, Кіль — 27 вересня 1943, Целле) — німецький льотчик-ас нічної винищувальної авіації, майор люфтваффе. Кавалер Лицарського хреста Залізного хреста з дубовим листям.

## Біографія
В 1937 році вступив в люфтваффе. Після закінчення авіаційного училища зарахований в 1-у ескадрилью 1-ї важкої винищувальної ескадри. Учасник Польської і Французької кампаній. В 1940 році переведений в нічну винищувальну авіацію. В ніч на 22 березня 1943 року збив 6 літаків, а в ніч на 4 квітня 1943 року здобув 20-у перемогу. З 1943 року командир 2-ї ескадрильї 1-ї ескадри нічних винищувачів, з 1 липня 1943 року — 1-ї групи своєї ескадри. В ніч на 28 вересня 1943 року під час заходу на посадку його літак (He.219) зіштовхнувся з Bf.110 і Франк загинув.
Всього за час бойових дій збив 55 літаків.

## Нагороди
- Нагрудний знак пілота
- Залізний хрест 2-го і 1-го класу
- Почесний Кубок Люфтваффе (19 жовтня 1942)
- Німецький хрест в золоті (27 листопада 1942)
- Лицарський хрест Залізного хреста з дубовим листям
  - лицарський хрест (29 червня 1943) — за 32 нічні перемоги.
  - дубове листя (№ 417; 2 березня 1944, посмертно) — за 55 нічних перемог.
- Авіаційна планка нічного винищувача